# Adam Zajączkowski
Adam Zajączkowski ps. „Zet” (ur. 1 sierpnia 1877 we Lwowie, zm. 28 stycznia 1942 w Lublinie) – polski malarz, scenograf, redaktor, publicysta, major piechoty Wojska Polskiego.

## Życiorys
Adam Zajączkowski urodził się 1 sierpnia 1877 roku we Lwowie, w rodzinie mieszczańskiej o dużych tradycjach patriotycznych. Był absolwentem malarstwa Akademii Sztuk Pięknych w Krakowie. 
3 stycznia 1919 roku jako oficer Polskiej Organizacji Wojskowej został przyjęty z dniem 2 grudnia 1918 roku do Wojska Polskiego i mianowany podporucznikiem w żandarmerii.
1 czerwca 1921 roku pełnił służbę w dywizjonie żandarmerii wojskowej nr 9. W 1922 roku był porucznikiem rezerwowym 9 dywizjonu żandarmerii. Na początku 1922 roku został zdemobilizowany. W latach 1923–1924 był oficerem rezerwowym 36 pułku piechoty Legii Akademickiej w Warszawie. Został zweryfikowany w stopniu kapitana ze starszeństwem z dniem 1 czerwca 1919 roku i 1699. lokatą w korpusie oficerów rezerwowych piechoty. W 1934 roku, jako kapitan pospolitego ruszenia piechoty pozostawał w ewidencji Powiatowej Komendy Uzupełnień Lublin Miasto. Posiadał przydział do Oficerskiej Kadry Okręgowej Nr II. Był wówczas „przewidziany do użycia w czasie wojny”.
Z Krakowa przeniósł się do Lublina wraz z Ludwiką Mehofferową (1883–1930), bratową Józefa Mehoffera. Tam w 1927 roku pomógł jej zorganizować Wolną Szkołę Malarstwa i Rysunku. Po śmierci Ludwiki pomagał Janinie Miłosiowej (1896–1983) w kierowaniu szkołą. W 1935 roku został desygnowany przez Związek Artystów Plastyków „Krąg” do Rady Artystycznej miasta Lublina. Był założycielem, wydawcą i redaktorem czasopisma „Nowa Ziemia Lubelska”, a także prezesem Syndykatu Dziennikarzy Lubelskich oraz członkiem Związku Legionistów Polskich.
W czasie kampanii wrześniowej 1939 roku nie został zmobilizowany, lecz wyruszył z Lublina w kierunku Warszawy z zamiarem uzyskania przydziału służbowego. 17 września znajdował się w transporcie zmierzającym do Kowla. W czasie okupacji niemieckiej działał w konspiracji. Zmarł 28 stycznia 1942 roku w Lublinie po ciężkiej grypie. Został pochowany na tamtejszym cmentarzu rzymskokatolickim przy ul. Lipowej .

## Ordery i odznaczenia
- Krzyż Niepodległości z Mieczami – 20 lipca 1932 roku[17]